# Huset Courtenay
Courtenay är en gammal fransk adelsätt, uppkallad efter staden Courtenay i departementet Loiret.
Joscelin II av Courtenay var med i det första korståget och fick av kung Balduin I av Jerusalem länet Tiberias i Galileen, 1119 av Balduin II av Jerusalem grevskapet Edessa och stupade 1131 utanför Aleppo.
Hans son Joscelin III av Courtenay förlorade 1144 Edessa och dog 1149 som sultanen av Mosuls fånge. Pierre de Courtenay blev 1216 latinsk kejsare i Konstantinopel under namnet Peter, likaså hans söner Robert och Balduin II. Släkten utslocknade på manssidan 1285, men ättlingarna till Catherine Courtenay, gifte med Karl av Valois, kallade sig Courtenay.
De försökte under 1600-talet göra sina rättigheter som kungliga prinsar gällande, men utan framgång. Ätten utslocknade 1730.